# Monja del vaso
La Monja del Vaso con Agua, es un fantasma legendario del folclor costarricense que, según la leyenda, se pasea por los pasillos del Hospital San Juan de Dios en San José, el hospital más antiguo de Costa Rica, llevando en la mano un vaso con agua que ofrece a los enfermos.

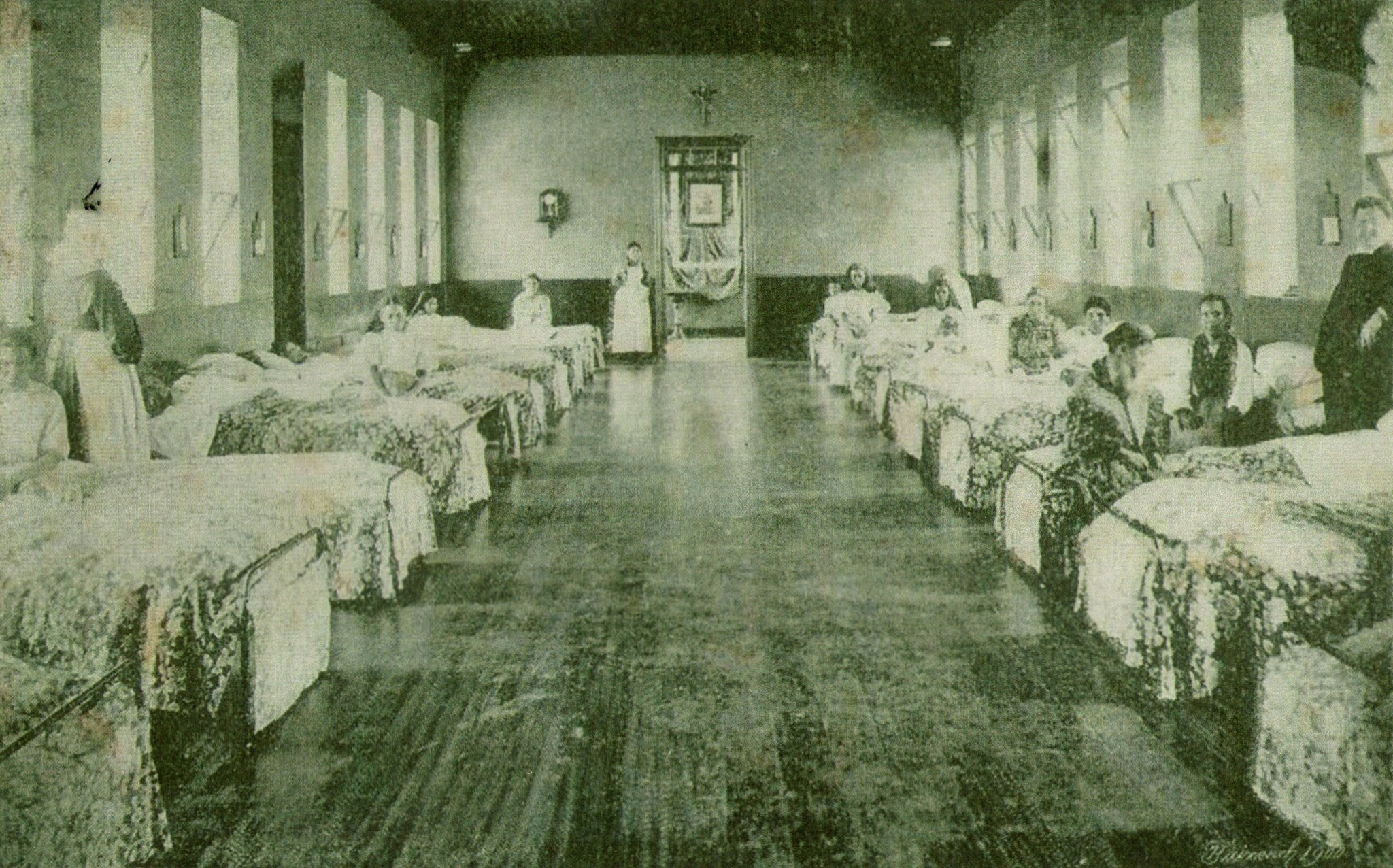
Fotografía de 1902 de un salón de Mujeres del Hospital San Juan de Dios en 1902. A la izquierda se puede observar la figura de una monja de las Vicentinas, que en esa época fungían también como enfermeras.

Según la leyenda, se trata del alma en pena de una religiosa llamada sor María, quien, en vida, negó este último deseo a un moribundo, razón por la cual quedó maldita y su espectro, desde entonces, se pasea por las noches por los pasillos del viejo hospital, ofreciendo a los enfermos el vaso con agua que en vida negó. La leyenda cuenta que aquellos que beben del vaso, sanan milagrosamente, mientras que otras versiones dicen que, ante el miedo que la aparición produce, nadie acepta el vaso, por lo que el alma de la monja no puede descansar.

El origen de la leyenda está relacionado con el hecho de que el Hospital San Juan de Dios, fundado en 1845, comenzó a ser administrado desde 1865 por las Hijas de la Caridad de San Vicente de Paúl, una congregación religiosa católica femenina dedicada al servicio corporal y espiritual de los pobres enfermos. Estas religiosas vestían hábito negro con cuello blanco, y en lugar de velo sobre sus cabezas  usaban un cornette, una especie de sombrero blanco de alas, cuya forma recuerda un barco de papel. El hospital, a su vez, y a pesar de los cambios de la modernidad, ha conservado gran parte de sus viejos pasillos y salones originales, lo que ha contribuido, con el pasar de los años, a que la leyenda permanezca vigente, como sucede con muchas construcciones antiguas alrededor del mundo donde las personas que las habitaron tuvieron algún tipo de sufrimiento físico y fallecieron.

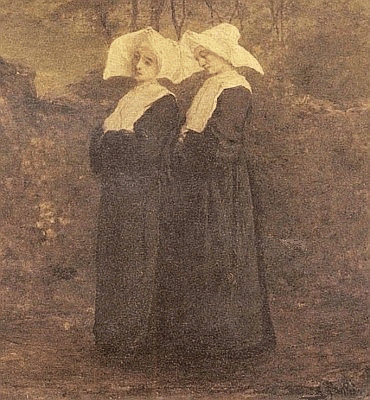
Pintura de Armand Gautier sobre las Hijas de la Caridad.

También, en Costa Rica existe otro edificio donde se asegura que se aparece no uno, sino varios fantasmas de monjas: el Sanatorio Durán, antiguo nosocomio del siglo pasado que albergaba enfermos tuberculosos, y que por un tiempo fue administrado por las Hermanas de la Caridad. Durante la época en que el Sanatorio estuvo activo, algunos enfermos reportaban la aparición de fantasmas de monjas que les atendían en sus camas y les daban cuidados. En la actualidad y a diferencia del San Juan de Dios, que es uno de los hospitales más importantes del país, el Sanatorio Durán se encuentra en estado de abandono, lo que lo convierte en un lugar solitario y algo tétrico, que contribuye en cierta medida a que crezcan las historias sobre fantasmas en su interior. Sobre la leyenda de la monja del Sanatorio Durán, se realizó en 2010 una película costarricense llamada «El Sanatorio», dirigida por Miguel Gómez y filmada en forma de falso documental, donde un grupo de jóvenes se introduce por los oscuros pasillos del lugar y debe enfrentarse al temido fantasma de la monja. Esta película ganó la Calavera Dorada en el Festival Mórbido de Cine Fantástico y de Terror México 2010.